# Mormodes cartonii
Mormodes cartonii là một loài thực vật có hoa trong họ Lan. Loài này được Hook. mô tả khoa học đầu tiên năm 1846.

## Hình ảnh

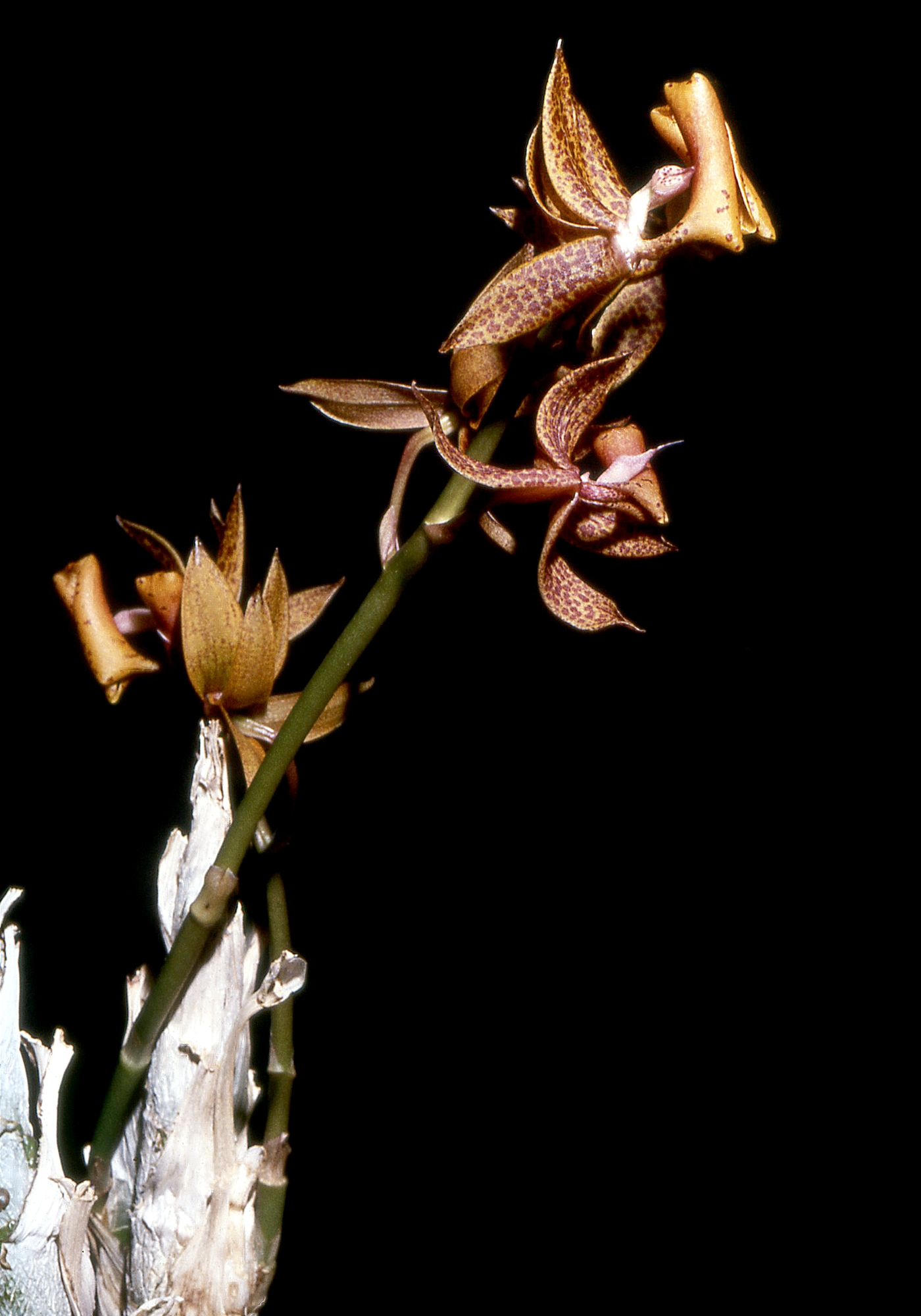
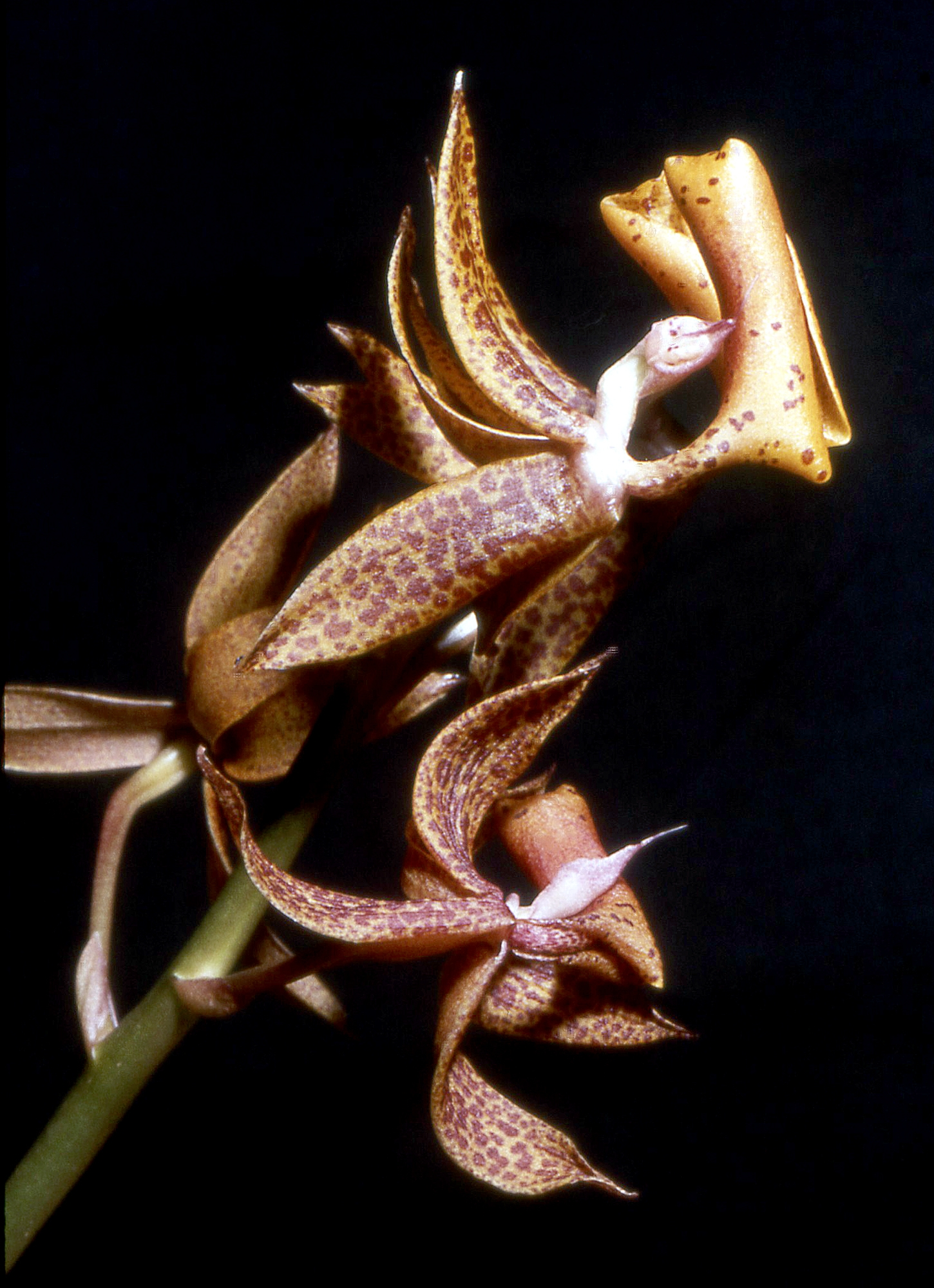
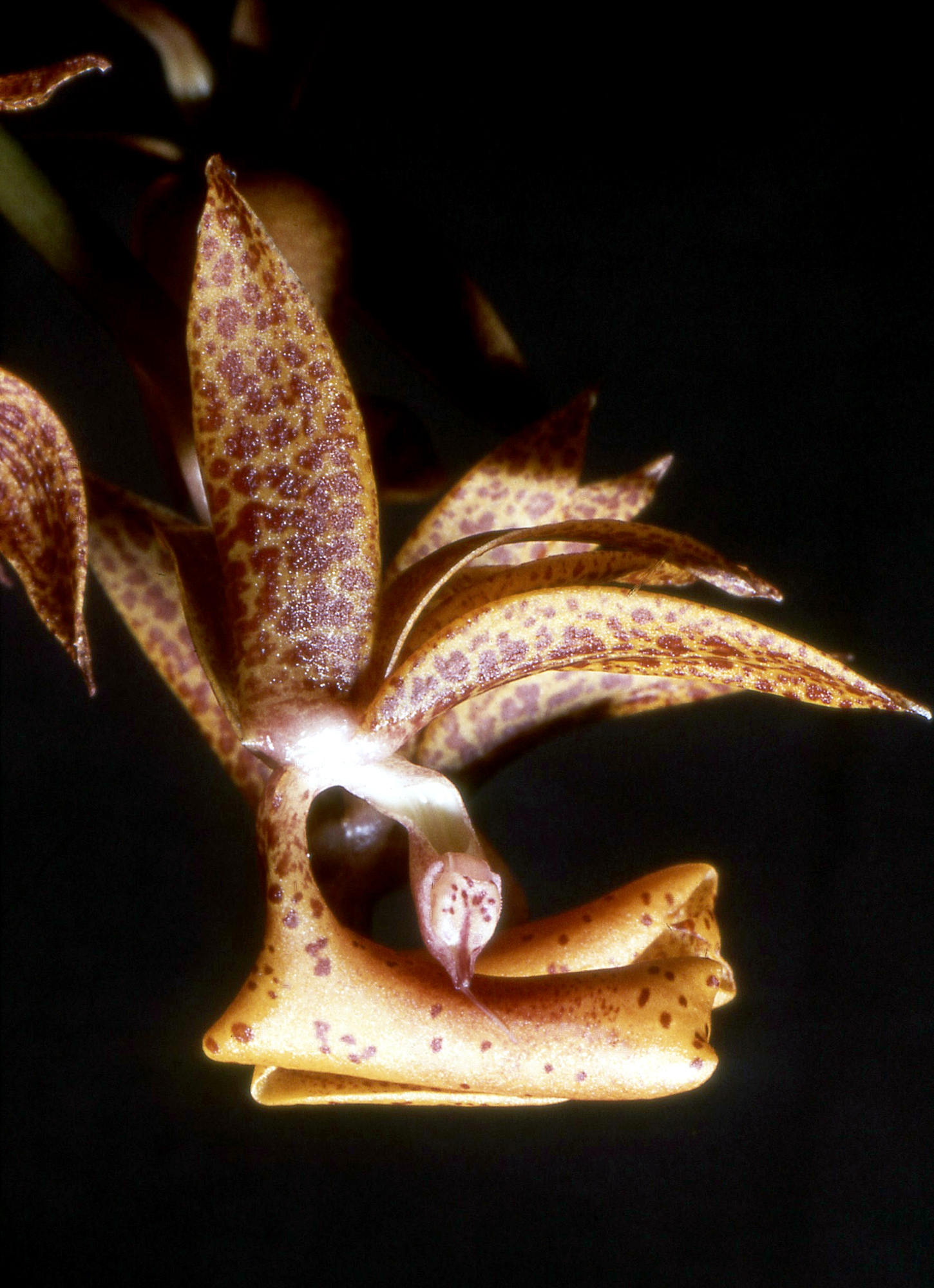